# 广东国际美洲台
广东国际美洲台（英語：Guang Dong TV America，亦称）是中国广东广播电视台在美国洛杉矶和圣巴巴拉播出的电视频道，于2012年3月开播，为中国大陆首家在境外地面数字电视落地播出的省级国际频道。

## 历史
2012年6月，广东广播电视台与美国朗思传媒集团（R&C Media Group）旗下银视网（WCETV）合作，开播广东国际美洲台，并落地洛杉矶KVMD 31.4频道。2019年9月，广东国际美洲台开始于圣巴巴拉地区播放。

## 播出频道
- KVMD（英语：KVMD） 31.4频道：于二十九棕榈村注册
- KIMG-LD 31.4频道：于文图拉注册的低功率转播站
- KSMV-LD 31.4频道：于洛杉矶注册的低功率转播站
- KSBT-LD（英语：KSBT-LD） 32.4频道：于圣巴巴拉注册的低功率转播站

## 节目内容
该频道曾先后转播广东广播电视台的国际频道和珠江频道境外版，使用“广”字台标加上英文“GDTV”字样。南方卫视于2022年7月29日改版为大湾区卫视后，广东国际美洲台改為轉播该频道。
此外，广东国际美洲台还会以屏蔽节目宣传片插播广告的形式播出当地机构所提供的广告。广东国际美洲台亦曾播出本地制作的选秀、纪录片、电视剧等节目。